# Zheng Mao
Zheng Mao (chinois : 鄭瞀) est l'épouse principale du Roi Cheng, qui règne sur l'État de Chu, durant la Période des Printemps et Automnes de l'histoire de la Chine. Elle est une des 125 femmes dont la biographie est incluse dans le Lienü zhuan (Biographies de femmes exemplaires), écrit par Liu Xiang.

## Vie
De par sa naissance, Zheng Mao fait partie du clan Ying de l'État de Zheng, dont la puissance est alors en plein déclin depuis la mort du Duc Zhuang. Elle est envoyée à la Cour du Chu pour accompagner celle qui doit devenir l'épouse principale du roi Cheng de Chu (671-626 av. J.-C.), et devenir la concubine de ce dernier.
Après son arrivée au palais royal du Chu, le roi Cheng se rend dans les quartiers des femmes et remarque que Mao ne lève jamais les yeux sur lui, ce quels que soient les cadeaux qu'il lui offre. Il en fait alors son épouse principale. 
Dans les dernières années de son règne, le roi Cheng décide de choisir son fils Shangchen (商臣) comme prince héritier. Zheng Mao et Zishang (子上), le Lingyin (c.à.d premier ministre) du Chu, mettent en garde le roi contre les risques que représente une telle nomination et cherchent à le faire changer d'avis. Mais le roi les ignore et Shangchen devient le prince héritier du Chu. Le premier geste du nouveau prince est de provoquer la chute de Zishang. Peu de temps après, le roi change d'avis et décide de nommer un de ses fils cadets prince héritier à la place de Shangchen; mais Zheng Mao lui conseille de ne pas le faire, lui prédisant le déclenchement d'une guerre civile. Une nouvelle fois, le roi ignore les conseils de sa femme.
Croyant que le roi pense que son opposition à Shangchen est basée sur la jalousie, elle se suicide. Peu de temps après, Shangchen organise effectivement un coup d'État et force le roi Cheng à se suicider. Shangchen monte alors sur le trône en tant que roi Mu de Chu. 

## Dans le Lienü zhuan
Liu Xiang, un lettré de la dynastie Han, a inclus une biographie de Zheng Mao dans son livre Lienü zhuan (Biographies de femmes exemplaires). La biographie de Zheng Mao fait partie du rouleau 5, intitulé Les principes et les justes (chinois : 節義傳).